# Муковнин
Муковнин — хутор в Клетском районе Волгоградской области России, в составе Верхнебузиновского сельского поселения.

## География
Расположен в верховьях реки Лиска в 29 км к юго-востоку от станицы Клетская и в 100 км к северо-западу от Волгограда. На хуторе имеется одна улица: Московская.

## Население
| 2010 |
| ---- |
| 114  |

По данным переписи 2020 года в национальной структуре населения даргинцы составляли 63,72 %